# Sendelbach (Main, Veitshöchheim)
Der Sendelbach ist ein etwa fünf Kilometer langer Bach auf der Stadtgemarkung von Veitshöchheim im Landkreis Würzburg in Unterfranken, der aus östlicher Richtung kommend von rechts in den Main mündet.

## Verlauf
Der Sendelbach entsteht auf den Wern-Lauer-Platten im Naturraum 135.1 Gramschatzer Wald aus zwei Quellästen.
Der offensichtlich wasserreichere südliche Quellast entspringt auf einer Höhe von etwa 262 m ü. NN aus einer intermittierenden Quelle in der Feldflur Am Veitshöchheimer Weg knapp hundertfünfzig Meter südwestlich des zu dem Veitshöchheimer Ortsteil Gadheim gehörenden St. Martinhofes. Dieser Quellbach fließt etwa sechshundert Meter in westlicher Richtung erst durch Felder, dann durch einen Laubwaldzipfel und vereinigt sich im Kalten Brunnen am Südhang des 271 m hohen Kalten Berges und 150 m südöstlich eines Naturfreundehauses mit dem aus dem Gadheimer Wald herkommenden nördlichen, mit einem Lauf von etwa 850 m längeren und etwa aus dem Nordnordosten nahenden anderen Quellbach.
Der vereinte Bach fließt in ausgebildeter Talmulde, begleitet von der Sendelbachstraße, zunächst etwa dreihundert Meter südwestwärts durch den Talwald, bis der Südrand der Siedlung Am Kalten Berg fast ans rechte Ufer reicht, dann weiter durch den Wald, bis er wenig danach den Ostrand von Veitshöchheim erreicht. Ab hier ist seine Mulde bebaut. Größtenteils an der Südseite der nach ihm benannten Straße durchquert er meist unterirdisch verdolt die Ortschaft und mündet schließlich, vermutlich auf seinen letzten paar hundert Metern Güßgraben genannt, im Naturraum 133.02 Maintal bei Veitshöchheim  verrohrt auf einer Höhe von 168,5 m ü. NN knapp fünfzig Meter oberhalb des Ludwig-Volk-Steges von rechts in den aus dem Süden heranfließenden Main.